# Domènec Soler i Gili
Domènec Soler i Gili (Sabadell, 25 d'octubre de 1871 - Barcelona, 26 de novembre de 1951), també conegut pel nom artístic de Domingo Soler, va ser un pintor i escenògraf català. Pare del pintor Joan Soler i Puig (Barcelona 1906-1986), era conegut sobretot pels seus paisatges, en els quals va retratar vistes de la vall de Núria, la vall d'Aran, Ribes de Freser i l'Alt Pirineu. Se'l considera un dels principals deixebles del pintor sabadellenc Joan Vila i Cinca.

## Biografia
Es va formar a l'Acadèmia de Belles Arts de Sabadell, on va aprendre a pintar de Joan Vila Cinca, i el 1889 va continuar els estudis a l'Escola de Belles Arts de Barcelona (Llotja), dirigida en aquell moment per Antoni Caba. L'any 1892 aquesta escola li va atorgar una borsa de viatge per ampliar els estudis d'escenografia a París. A la capital francesa va ser deixeble de Corpesar, escenògraf del Gran Teatre de l'Òpera de París, i va fer còpies d'obres conservades al Museu del Louvre. Igualment, va estudiar escenografia a Roma, amb Soler i Rovirosa.
Domènec Soler es va donar a conèixer a les exposicions de Barcelona. A l'Exposició de Belles Arts de 1891 va presentar quatre marines i un paisatge i a la Segona Exposició de Belles Arts i Indústries Artístiques va participar amb quatre olis i un projecte escenogràfic. A l'edició de l'any 1896 va presentar l'obra titulada Jueves Santo. A la sisena edició, l'any 1911, va presentar les obres Descanso de los segadores (cat. 60) i Al atardecer (cat. 61). També va participar en les exposicions de Belles Arts de 1918 i 1921 i a l'Exposició Internacional de Barcelona de 1929.
Durant els anys 10 i 20 va exposar repetidament a la Sala Parés de Barcelona i també va ser un dels pintors habituals a la Sala Busquets de la mateixa ciutat, ja a finals dels anys 20 i principis dels 30. En aquestes mostres presentava tant pintura de cavallet com teatrins, però el que li va donar més renom entre els clients d'aquestes galeries van ser els paisatges del Vallès, Manresa, Montesquiu i els Pirineus.
Figura entre els artistes que l'any 1915 van participar en la contraexposició de caràcter acadèmic que l'Acadèmia de Belles Arts de Sabadell va organitzar a l'antic teatre de la Lliga Regionalista, com a resposta i confrontació amb les idees de l'exposició Art Nou Català que simultàniament es presentava a la ciutat.
Va fer decorats per a diversos teatres catalans, entre els quals figura el teatre Campos de Recreo de Sabadell (l'any 1896), i va ser nomenat president de l'Agrupació d'Aquarel·listes de Barcelona. Igualment destacà com a pedagog i exercí de professor a l'Escola d'Arts i Oficis de Sant Martí i a l'Escola Italiana de Barcelona. El 1947 l'Ajuntament de Sabadell li concedí la medalla de la ciutat.
De la seva obra pictòrica destaquen el paisatges, d'una gran serenor i molta correcció tècnica, i la seva pintura denota un bon domini de la composició i del color.

## Exposicions individuals[5]
- 1909. Sala Busquets, Barcelona (novembre-desembre).
- 1911. Sala Parés, Barcelona.[6]
- 1913. Sala Parés, Barcelona (març).
- 1914. Sala Parés, Barcelona (maig).
- 1916. Sala Parés, Barcelona (novembre).
- 1922. Sala Parés, Barcelona (febrer).
- 1922. El Siglo, Barcelona (desembre-gener).
- 1924. Sala Parés, Barcelona (març-abril).
- 1925. Sala Parés, Barcelona (octubre-novembre).
- 1926. Sala Parés, Barcelona (novembre-desembre).
- 1928. Sala Busquets, Barcelona (febrer-març).
- 1928. Sala Busquets, Barcelona (desembre).
- 1929. Sala Busquets, Barcelona (octubre-novembre).
- 1930. Sala Busquets, Barcelona (novembre).
- 1931. Sala Busquets, Barcelona (novembre).
- 1932. Galeries Laietanes, Barcelona (abril).
- 1032. Sala Busquets, Barcelona (octubre-novembre).
- 1933. Sala Busquets, Barcelona (novembre).
- 1934. Sala Busquets, Barcelona (novembre).
- 1935. Sala Busquets, Barcelona (novembre).
- 1943. Museu de Sabadell.[7]
- 1947. Acadèmia de Belles Arts de Sabadell.[7]
- 1950. Sesenta años de pintura, Sala Busquets, Barcelona.[8]
- 1951. Sala Busquets, Barcelona.[8]
- 1952. Acadèmia de Belles Arts de Sabadell.[7]
- 2017. Domingo Soler (1871-1951). El paisatgista serè. Museu d'Art de Sabadell.[9]

## Exposicions col·lectives[6]
- 1890. Acadèmia de Belles Arts de Sabadell. Ateneu Sabadellenc, Sabadell.[10]
- 1891. Primera Exposición General Bellas Artes. Palau de Belles Arts, Barcelona.
- 1892. Exposición Nacional de Industrias Artísticas e Internacional de Reproducciones. Palau de Belles Arts, Barcelona. Obres: projecte aquarel·lat.
- 1894. Segunda Exposición General de Bellas Artes. Palau de Belles Arts, Barcelona.
- 1895. Círculo Artístico: exposición de Bellas Artes. Sala Parés, Barcelona.[4][11]
- 1896. Tercera Exposición de Bellas Artes e Industrias Artísticas. Palau de Belles Arts, Barcelona.[11]
- 1898. Cuarta Exposición de Bellas Artes e Industrias Artísticas de Barcelona. Concurs per al cartell de l'exposició.[12]
- 1900. Exposició regional olotina de Belles Arts e industries artístiques. Olot.[11]
- 1907. Manifestación artística de 1907. Círculo Ecuestre, Barcelona.[11]
- 1911. VI Exposición Internacional de Arte. Barcelona, Palau de Belles Arts.
- 1911. Exposició extraordinària de Belles Arts. Sala Parés, Barcelona.[11]
- 1915. Exposició 1915. Acadèmia de Belles Arts de Sabadell, antic teatre Lliga Regionalista de Sabadell.[13]
- 1917. Exposició de pintura local. Acadèmia de Belles Arts de Sabadell.[11]
- 1918. Exposició d'Art. Palau de Belles Arts, Barcelona.
- 1919. Exposició d'Art. Palau de Belles Arts, Barcelona.[11]
- 1919. Agrupació d'Aquarel·listes de Catalunya. Sala Parés, Barcelona.[11]
- 1920. Agrupació d'Aquarel·listes de Catalunya. Galeries Laietanes, Barcelona.[11]
- 1920. Exposició d'Art. Palau de Belles Arts, Barcelona.[11]
- 1920. Agrupació d'Aquarel·listes de Catalunya. Sala Parés, Barcelona.[11]
- 1921. Exposició d'Art. Palau de Belles Arts, Barcelona.
- 1921-1922. Agrupació d'Aquarel·listes de Catalunya. Galeries Laietanes, Barcelona.[11]
- 1922. Acadèmia de Belles Arts de Sabadell.[14]
- 1922. Agrupació d'Aquarel·listes de Catalunya. Sala Parés, Barcelona.[11]
- 1922-1923. Exposició de pintura del concurs Plandiura. Galeries Laietanes, Barcelona.[11]
- 1923. Acadèmia de Belles Arts de Sabadell.[15]
- 1924. Agrupació d'Aquarel·listes de Catalunya. Sala Parés, Barcelona.[11]
- 1925. XII Exposició d'obres de l'Agrupació d'Aquarel·listes de Catalunya. Centre de Lectura de Reus.[11]
- 1925. Agrupació d'Aquarel·listes de Catalunya. Sala Parés, Barcelona.[11]
- 1926. Agrupació d'Aquarel·listes de Catalunya. Sala Parés, Barcelona.[11]
- 1926. Saló de Tardor. Sala Parés, Barcelona.[11]
- 1927. Agrupació d'Aquarel·listes de Catalunya. Sala Parés, Barcelona.[11]
- 1927. Saló de Tardor. Sala Parés, Barcelona.[11]
- 1928. Agrupació d'Aquarel·listes de Catalunya. Sala Parés, Barcelona.[11]
- 1929. Galerías de Arte Jorba, Barcelona.[11]
- 1929. Exposición Internacional de Pintura, Escultura, Dibujo y Grabado. Palau de Congressos, Barcelona.[11]
- 1929. Exposición Internacional de pintura, escultura, dibujo y grabado. Palau Nacional, Barcelona.[11]
- 1929. Agrupació d'Aquarel·listes de Catalunya. Sala Parés, Barcelona.[11]
- 1930. Exposició de paisatge del Vallès. Casino de Granollers.[11]
- 1930. Barcelona vista pels seus artistes. Palau de les Arts Decoratives, Barcelona.[11]
- 1930. Agrupació d'Aquarel·listes de Catalunya. Sala Parés, Barcelona.[11]
- 1931. Barcelona vista pels seus artistes. Palau de les Arts Decoratives, Barcelona.[11]
- 1931-1932. Concurs de Pintura. Montserrat vist pels pintors catalans. Palau de les Arts Decoratives, Barcelona.[11]
- 1931. Agrupació d'Aquarel·listes de Catalunya. Sala Parés, Barcelona.[11]
- 1932. Exposició inaugural de la Galeria Empòrium, Barcelona.[11]
- 1932.Agrupació d'Aquarel·listes de Catalunya. Galeries Laietanes, Barcelona.[11]
- 1932. Exposició de Primavera. Palau Nacional, Barcelona.[11]
- 1933. Agrupació d'Aquarel·listes de Catalunya. Galeries Laietanes, Barcelona.[11]
- 1933. Exposició de Primavera. Palau de Projeccions, Barcelona.[11]
- 1933. Cinquantenari de la Sala Parés. Exposició de pintura i escultura. Sala Parés, Barcelona.[11]
- 1934. Agrupació d'Aquarel·listes de Catalunya. Galeries Laietanes, Barcelona.[11]
- 1935. Agrupació d'Aquarel·listes de Catalunya. Galeries Laietanes, Barcelona.[11]
- 1936. Agrupació d'Aquarel·listes de Catalunya. Galeries Laietanes, Barcelona.[11]
- 1937. Junta Municipal d'Exposicions d'Art. Exposició de Primavera. Barcelona.[16]
- 1942. Acadèmia de Belles Arts de Sabadell.[7]
- 1952. Acadèmia Catòlica de Sabadell.[7]
- 1956. Les primeres passes de la cultura a Sabadell. Acadèmia de Belles Arts de Sabadell.[7]

## Premis i distincions
- Medalla de Tercera Classe a Madrid.
- Plata en exposició a Buenos Aires.
- 1918. Medalla d'or i plata en el Concurs de paisatge Josep Masriera. Barcelona. Obres: Platja Guitoné (Montesquiu) i Plàtans.[17][18]
- 1947. Medalla de la Ciutat de Sabadell.

## Obra en museus i col·leccions
- Museu d'Art de Sabadell
- Museu Comarcal de Manresa
- Museu d'Història de la Ciutat de Barcelona
- Reial Acadèmia de Belles Arts de Sant Jordi [19]
- Museu de l'Aquarel·la de Llançà[20]